# ヴィラ・エペクエン
ビジャ・エペクエン（Villa Epecuén）は、アルゼンチンのブエノスアイレス州にある廃墟の村。エペクエン湖畔の観光地として繁栄したが、1985年に水没して放棄された。

## 地理
ビジャ・エペクエンは、ブエノスアイレスの南西600kmに位置する塩湖、エペクエン湖のほとりに位置する。カルウエ市からは北へ約7km、エペクエン湖の東岸に廃墟の町が広がっている。

## 歴史

### リゾート地としての繁栄
ビジャ・エペクエンは、1920年代初めに開発された観光の町である。エペクエン湖の塩水には治癒の効果があると考えられており、塩水浴リゾート地として観光客をひきつけたのである。
まもなく、ブエノスアイレスとの間は鉄道で結ばれるようになった。サルミエント鉄道 (Sarmiento Railway) がラーゴ・エペクエン駅 (es:Estación Lago Epecuén) に、またミッドランド鉄道 (es:Ferrocarril Midland de Buenos Aires) とスド鉄道 (es:Ferrocarril del Sud) は付近のカルウエ駅 (es:Estación Carhué) に旅客を運んでいた。
町の繁栄の頂点は1970年代であった。1950年代から1970年代まで、11月から3月にかけての時期には2万5000人の観光客が訪れ、ロッジやゲストハウス、ホテル、商店など280にのぼる企業があった。1985年の水没時、ヴィラ・エペクエンの人口は約1,500人で、5,000人以上の旅行者を受け入れる能力があった。

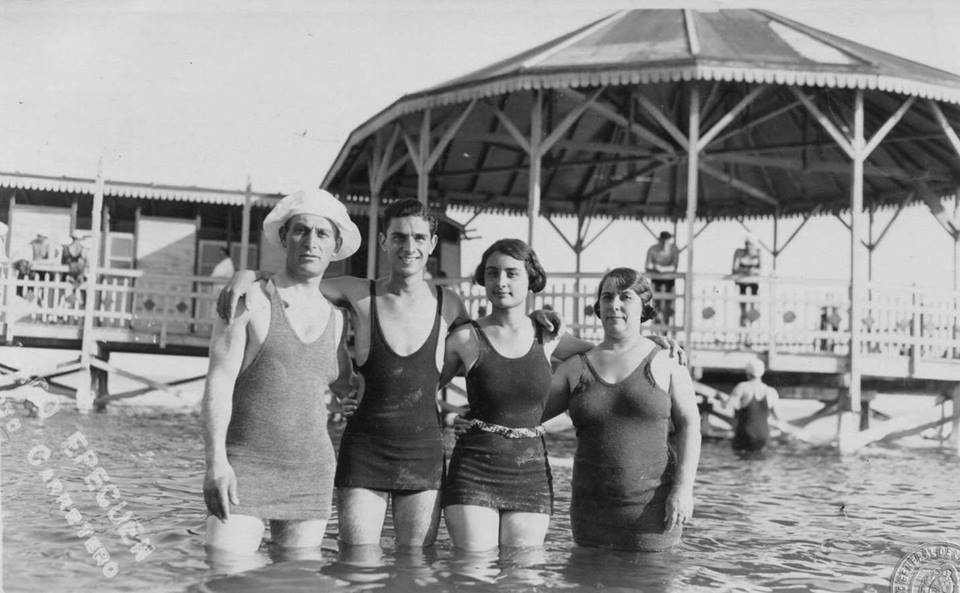
1938年
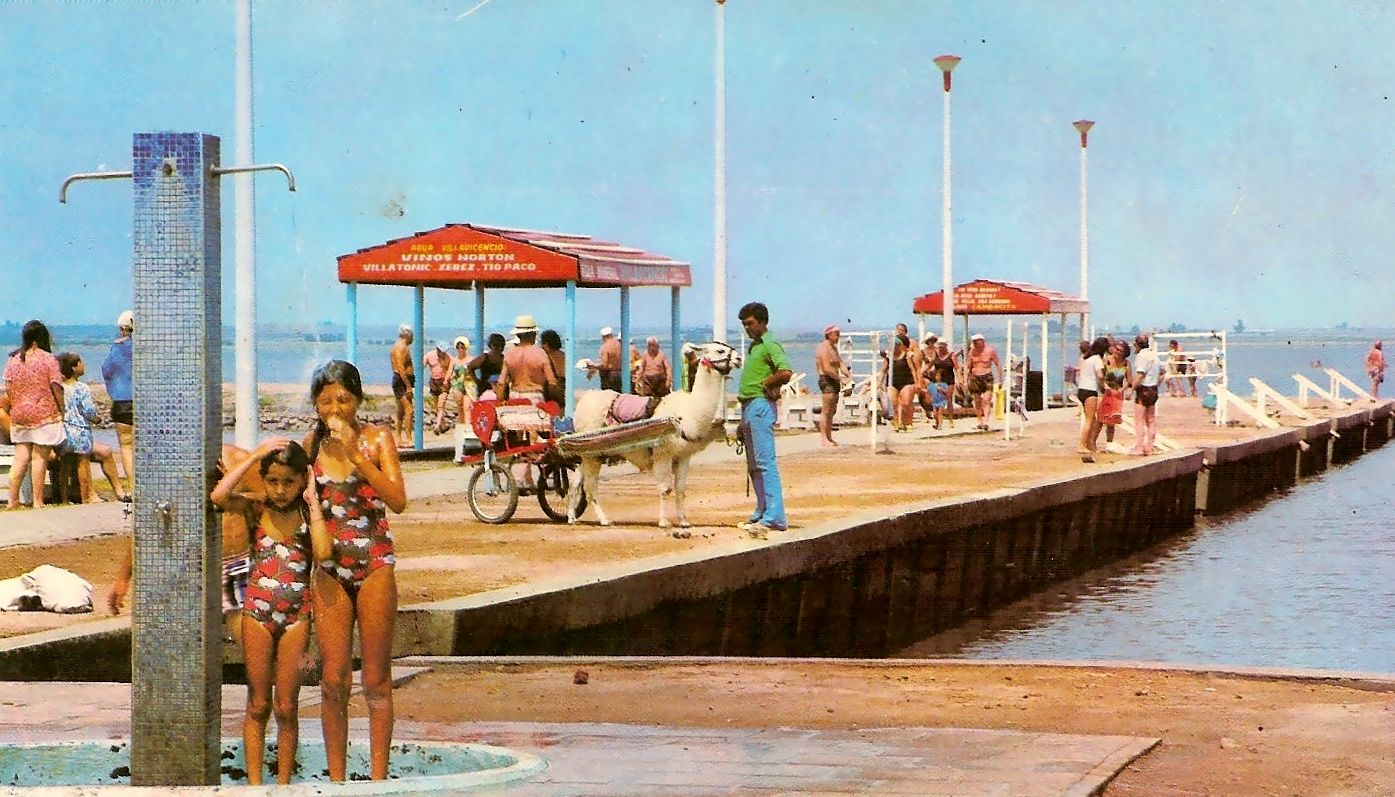
1980年

### 水没とその後
気候変動によって、この地域には大量の雨が降るようになった。1985年11月10日、湖水は町を守る堤防を越え、町は水没した。居住することはできなくなり、その後再建されることもなかった。
その後も水位は徐々に上昇し、最も深い時期（1993年）には、町は10メートルの水底に沈んでいた。
その後の気候の変化によって水位は低下し、2009年には水没していた町が再び現れるようになった。
この町には今日（2011年現在）、ただ1人の住民であるパブロ・ノヴァク（Pablo Novak、1930年生まれ）が暮らしている。ノヴァクは、町を25年間覆っていた水が引いた2009年に自宅に戻った。

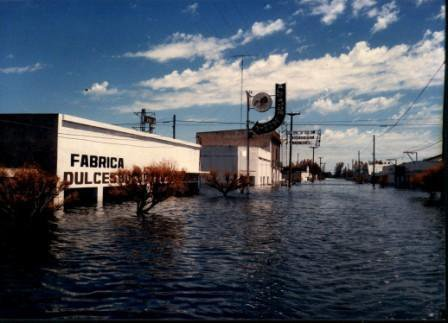
水につかる町（1985年）
湖岸線の変化

## 映像作品において
2013年に制作されたドキュメンタリー Pablo's Villa は、町とパブロ・ノヴァクの生活を記録している[。
またこの町は2014年5月にリリースされた、トライアル・サイクリストのダニー・マッカスキルを特集した映像作品 Epecuén （レッドブル・メディアハウス）によっても紹介された。

## ギャラリー

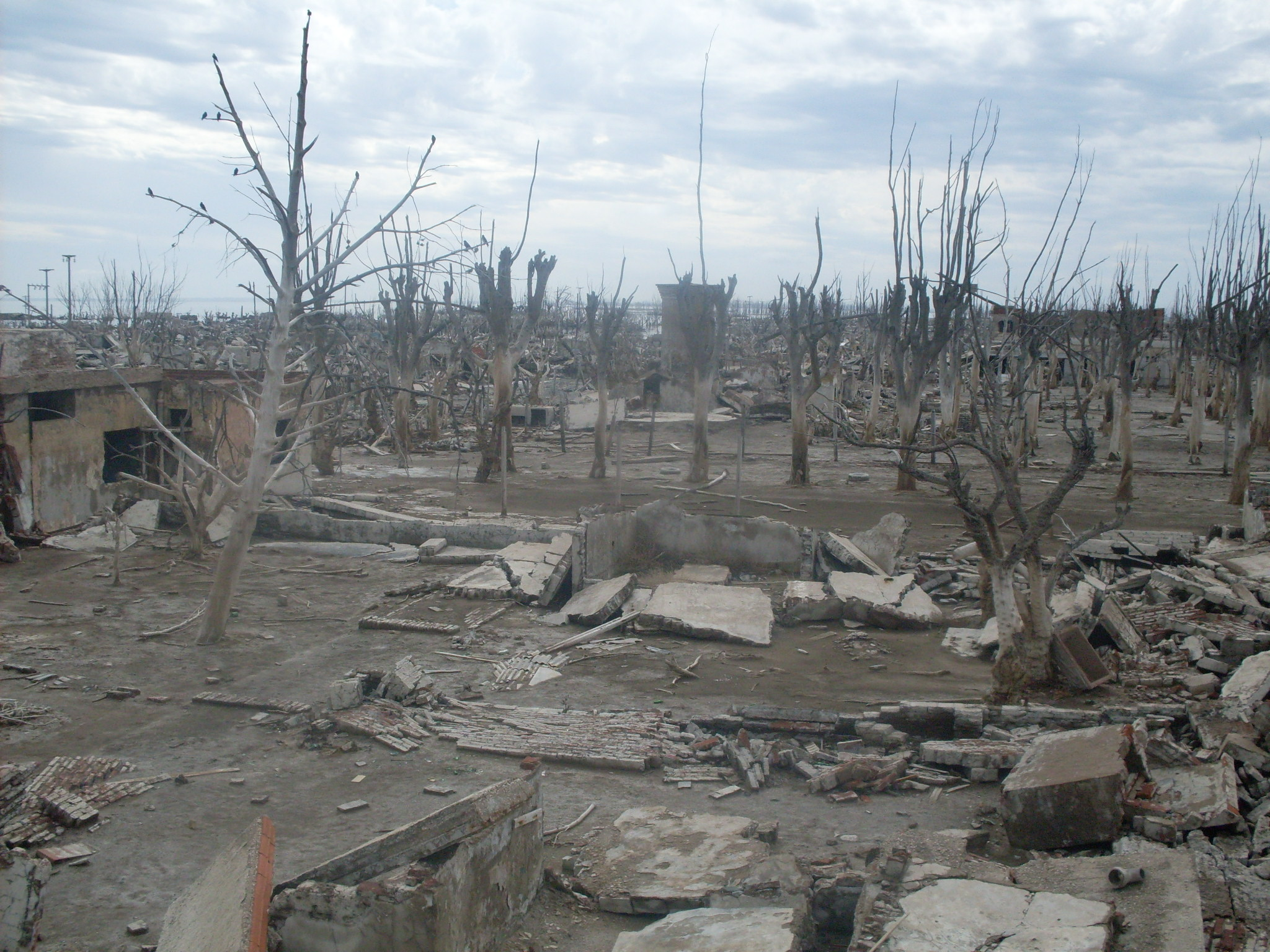
エペクエンの廃墟
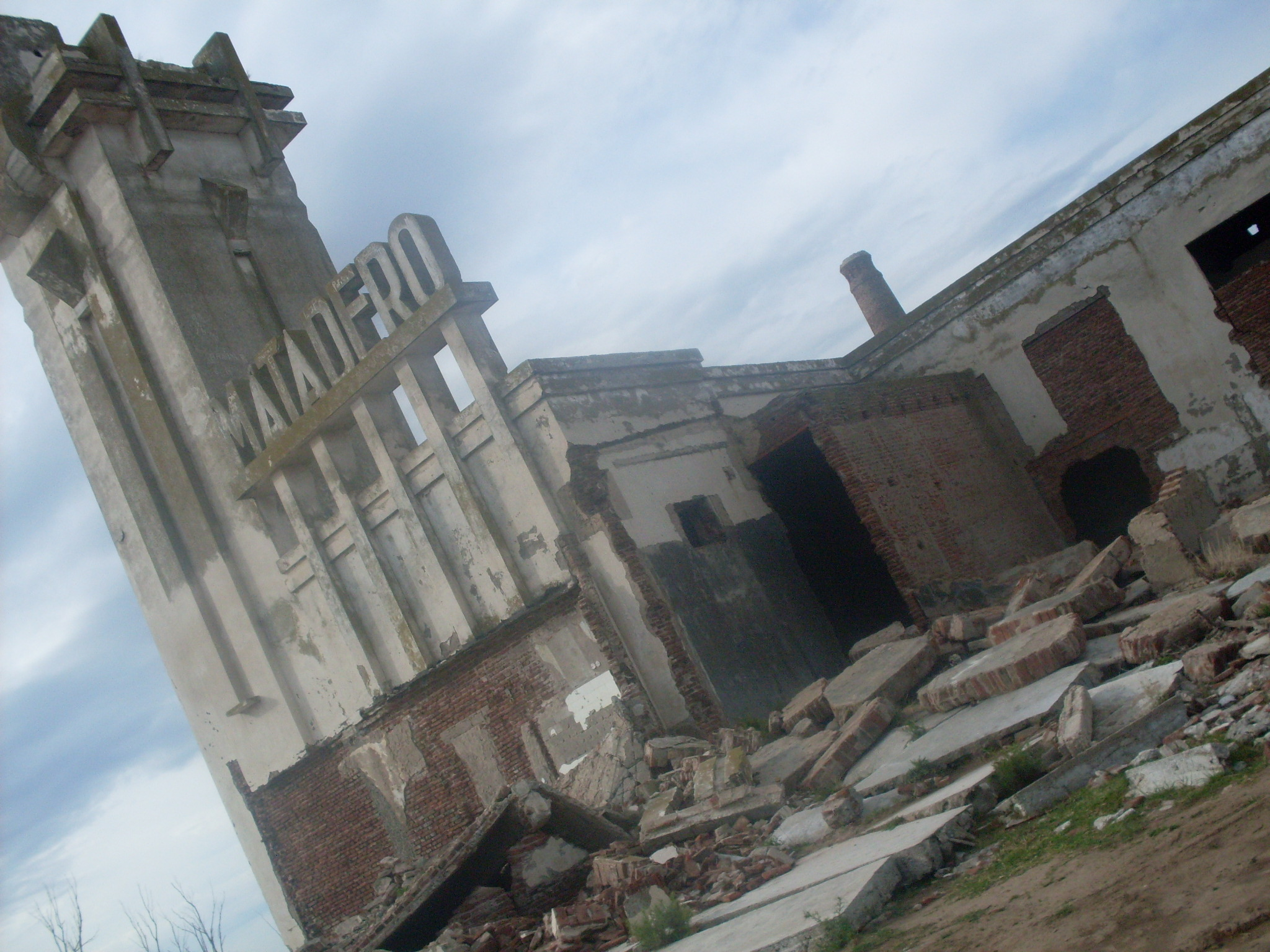
かつての食肉処理場